# بونت دي مولينس
بلدية بونت دي مولينس (بالإسبانية: Pont de Molins) هي بلدية تقع في مقاطعة جرندة التابعة لمنطقة كتالونيا شمال شرق إسبانيا.

## الديموغرافيا
بلغ عدد سكان بلدية بونت دي مولينس 509 نسمة عام 2011 (وفقاً للمعهد الوطني الإسباني للإحصاء).
| 432 | 450 | 430 | 446 | 450 | 490 | 509 |